# Lava Hot Springs
Lava Hot Springs város az USA Idaho államában, Bannock megyében. 

## Népesség
A település népességének változása: